# Улица Гайдара (Хабаровск)
Улица Гайдара — улица в историческом центре Хабаровска, проходит от улицы Карла Маркса параллельно руслу Амура до Амурского бульвара.
К улице примыкает Детский парк имени Гайдара.

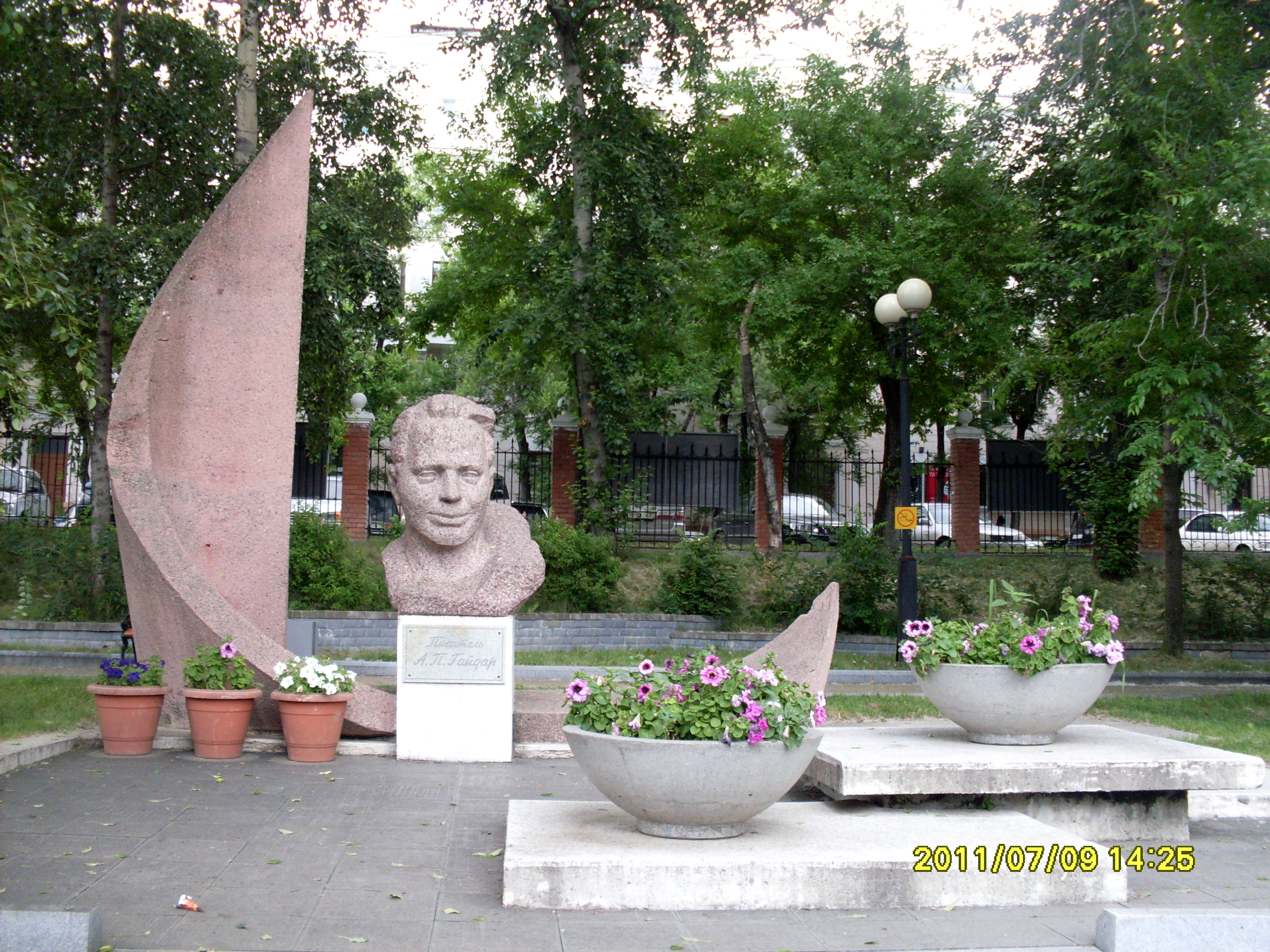
Памятник Гайдару в Хабаровске. Детский парк

## История

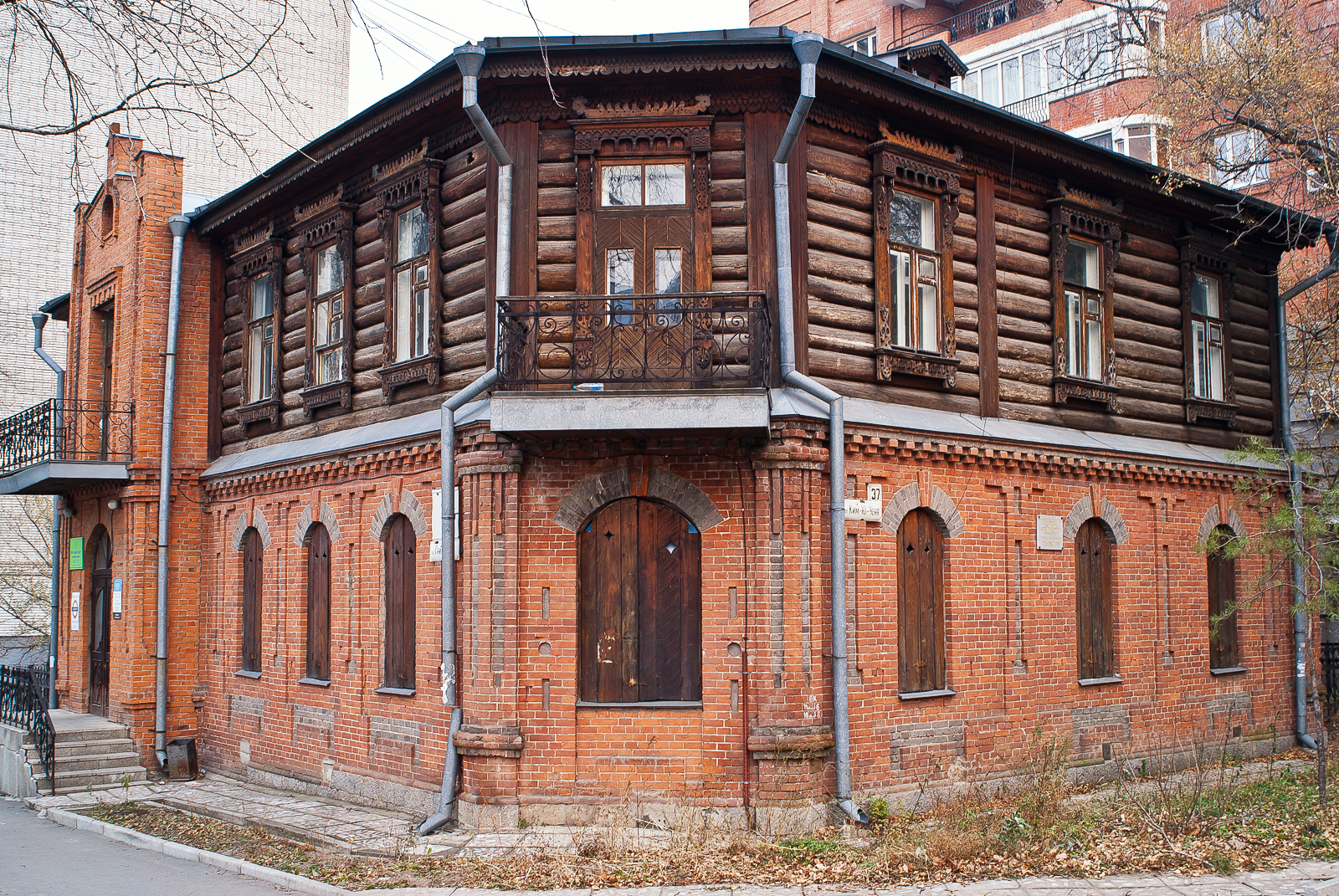
Угол с улицей Ким Ю Чена

Историческое название — Амурская, вела от главной улицы до Нового базара.
Современное название дано улице в 1964 году в память детского советского писателя Аркадия Гайдара (1904—1941), в Хабаровске Гайдар проработал с января по сентябрь 1932 года, регулярно публиковал в хабаровской газете «Тихоокеанская звезда» фельетоны, статьи, очерки.
Вход в детский парк украшала большая статуя Сталина
К концу 1950-х годов был разработан новый проект реконструкции отдельных городских районов. При проектировании нового театра драмы на участке детского парка и зимнего цирка, на площади бывшей «барахолки» было решено обустроить большой бульвар по улицам Льва Толстого и Гайдара от улицы Карла Маркса к проектируемому тогда бульвару по руслу речки Чердымовки (ныне — Амурский бульвар).
1 июня 1972 года в День защиты детей в Детском парке (ныне — «Парк имени А. П. Гайдара») открыт памятник Гайдару из розового гранита (скульптор
Галина Гансовна Мазуренко).

## Достопримечательности
д. 20 — Дом жилой (, конец XIX века, утрачен)
д. 22 — Дом жилой (, конец XIX века, утрачен)